# کارلو مامارلا
کارلو مامارلا (انگلیسی: Carlo Mammarella؛ زادهٔ ۲۹ ژوئن ۱۹۸۲) بازیکن فوتبال اهل ایتالیا است.
از باشگاه‌هایی که در آن بازی کرده‌است می‌توان به باشگاه فوتبال سالرنیتانا، باشگاه فوتبال ویرتوس لانچانو، باشگاه فوتبال آنکونا، باشگاه فوتبال تریستیانا، باشگاه فوتبال دلفینو پسکارا، و باشگاه فوتبال پرو ورچلی اشاره کرد.